# (10030) Philkeenan
(10030) Philkeenan est un astéroïde de la ceinture principale.

## Description
(10030) Philkeenan est un astéroïde de la ceinture principale. Il fut découvert le 30 août 1981 à la station Anderson Mesa par Edward L. G. Bowell. Il présente une orbite caractérisée par un demi-grand axe de 3,07 UA, une excentricité de 0,18 et une inclinaison de 1,2° par rapport à l'écliptique.
Il porte le nom de l'astronome américain Philip Keenan (1908-2000).

## Compléments